# たいこ腹
『たいこ腹』（たいこばら）は、古典落語の演目。『幇間腹』とも表記され、江戸落語では『針のたいこ』（はりのたいこ）という別題もある。
鍼を覚えたという若旦那が知り合いの幇間（たいこもち）を報償を餌に腕前の実験台にする（そしてしくじる）という内容で、たいこもちの「たいこ」と太鼓の地口が落ち（サゲ）である。
素人の鍼の犠牲になるという話は古くは元禄16年（1703年）の軽口本『軽口御前男』第4巻の「いひぬけのもがり（「もがり」は実際は、たけかんむりに虎）」に見え、落語の形式に近いものでは、安永5年（1776年）の上方笑話本『年忘噺角力』第3巻の「鍼のけいこ」がある。東大落語会編『落語事典  増補』では、明和9年（1772年）の『楽牽頭（がくだいこ）』掲載の「金銀の針」を改良したものが「鍼のけいこ（稽古）」だとしている。安永9年（1780年）に出版された『初登』の一編である「針医」では（若旦那が）「おれが鍼の師匠の所へ歩（あい）ばっしゃれ」（俺の鍼の師匠の所まで歩いていけ）というサゲになっている。
もとは上方落語の演目。江戸落語では、3代目春風亭柳好が得意とした。

## あらすじ
ありとあらゆる趣味に凝った挙句、やることがなくなってしまった伊勢屋の道楽息子・孝太郎。
いっそのこと、『料簡を入れ替えて』善行に励もうと思い、鍼医の元に弟子入りして修業を始めた。どんな趣味でもそうなのだが、練習ばかりでいると誰かに試してみたくなってくる。この孝太郎も例に漏れず、今すぐにでも「人体実験」をしてみたくなってきた。
猫に鍼を刺そうとして失敗。そこで、鍼を出しても騒がない人間…幇間の一八を実験台にすることを思いつく。早速馴染みのお茶屋に飛び込むと、二階の一間に陣取って一八を呼びつける。やがて現れた一八は、今まで若旦那にやられたいたずらを思い出してグロッキーに。
それでも何とか勇気を奮い起し、若旦那の待つ部屋へと入っていく。若旦那が今まで挑戦した趣味を並べ、さりげなく探りを入れてみると『鍼をうたせろ』という返事だ。慌てて逃げようとしたが、若旦那に鍼一本につき5万円と新しい着物を進呈するといわれ、ついその気になって横になってしまった。
「目が据わってる。手がガクガクだ…。大丈夫か？　南無阿弥陀仏、南無阿弥陀仏…ウギャ！！」
あまりの痛さに飛び起きたら、なんと針が折れてしまった。慌てて「迎え鍼」」という奴を打つが、これも全く同じ経緯で折れてしまう。予想外の事態に怖くなった若旦那は逃走。入れ違えで、悲鳴に驚いた御茶屋の女将が階段を上がってきた。一八から事情を聴き、同情しつつも「貴方はこのあたりで打ち鳴らした幇間。いくらかにはなったんでしょ？」
「とんでもない!!　皮が破れて鳴りませんでした」